# Rivière Waterton
La rivière Waterton (anglais : Waterton River) est un cours d'eau du Montana (États-Unis) et de l'Alberta.  Elle est un affluent de la rivière Belly.  La rivière prend sa source dans le parc national de Glacier.